# آرداشوو
آرداشوو (انگلیسی: Ardashevo) یک شهرک در شهرستان بورایفسکی باشقیرستان کشور روسیه است.